# Inflatella pellicula
Inflatella pellicula är en svampdjursart som beskrevs av Schmidt 1875. Inflatella pellicula ingår i släktet Inflatella och familjen Coelosphaeridae. Inga underarter finns listade i Catalogue of Life.